# Howard County (Indiana)
Howard County is een county in de Amerikaanse staat Indiana.
De county heeft een landoppervlakte van 759 km² en telt 84.964 inwoners (volkstelling 2000). De hoofdplaats is Kokomo.

## Bevolkingsontwikkeling

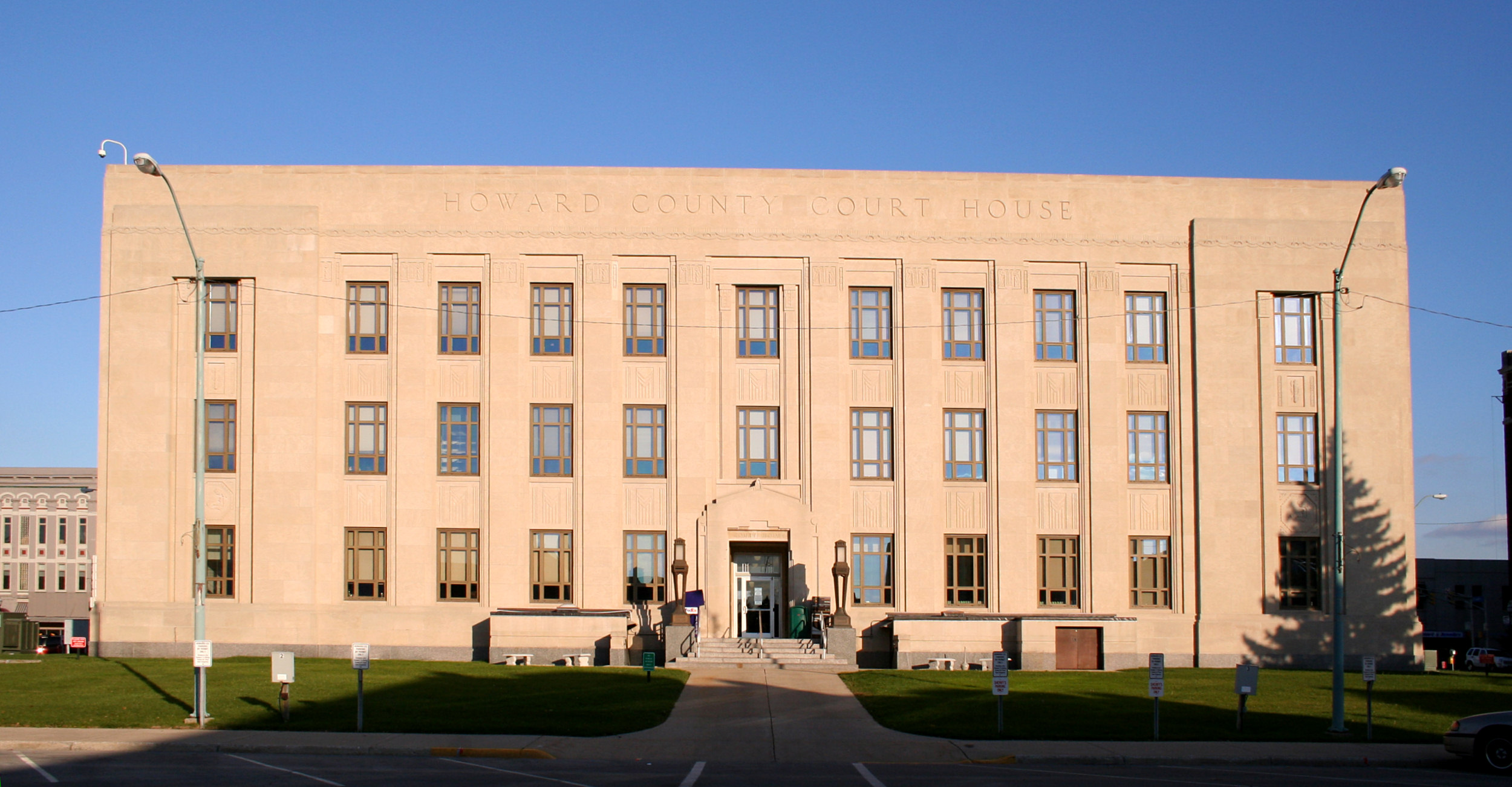
Howard County Courthouse